# チャップリンの放浪者
『チャップリンの放浪者』（The Vagabond）は、チャーリー・チャップリンのミューチュアル社における3作目のサイレント映画。1916年の作品。共演はエドナ・パーヴァイアンス、エリック・キャンベル 、レオ・ホワイト、ロイド・ベーコン。この作品は、エッサネイ社時代の『チャップリンの失恋』(The Tramp, 1915年)をより発展させ、ドラマ性の高いストーリーを持たせたものである。チャップリンは放浪する音楽家の役で、ある日、ジプシーの居留地で虐待されている娘 (エドナ) に出会う。『失恋』同様、チャップリンは彼女を救おうとする。

## キャスト
- 流しのヴァイオリニスト：チャーリー・チャップリン
- ジプシーに誘拐された娘：エドナ・パーヴァイアンス
- ジプシーの首領：エリック・キャンベル
- 年老いたユダヤ人・ジプシーの老婆 (二役)：レオ・ホワイト
- 若い芸術家：ロイド・ベーコン
- 娘の母：シャーロット・ミノー
- その友人：フィリス・アレン
- トロンボーン奏者：アルバート・オースチン
- トランペット奏者・バンドリーダー (二役)：ジョン・ランド
- 演奏家・ジプシー (二役)：ジェームズ・T・ケリー、フランク・J・コールマン

### 日本語吹替
| 俳優                     | 日本語吹替 |
| ------------------------ | ---------- |
| チャールズ・チャップリン | 平田広明   |
| エドナ・パーヴァイアンス | 安達忍     |
| エリック・キャンベル     | 宝亀克寿   |
| （ナレーター）           | 近石真介   |

- 初回放送2014年12月21日スター・チャンネル[1]

この作品はサイレント映画だが、チャップリンのデビュー100周年を記念し、日本チャップリン協会監修のもと、日本語吹替が製作された。